# Battaglia di Nāṣiriyya
La battaglia di Nāsiriyya fu combattuta tra la II Brigata dei Marines USA, coadiuvata da reparti dell'esercito britannico, e l'esercito iracheno, dal 23 marzo al 2 aprile 2003, durante l'Invasione dell'Iraq del 2003 condotta dalle truppe degli Stati Uniti d'America. Nella notte tra il 24 e il 25 marzo di quell'anno, il grosso dei Marine del I Reggimento passò sui ponti attraverso la città e attaccò Bagdad verso nord. I combattimenti si protrassero fino al 1º aprile, quando la resistenza irachena nella città fu eliminata.

## La battaglia

### Preludio
Nāṣiriyya è una città che si trova sulle rive del fiume Eufrate, nel Governatorato di Dhi Qar, a circa 362 km a est di Baghdad; la sua popolazione è composta quasi interamente da musulmani sciiti.
Il mattino del 23 marzo, un convoglio di rifornimenti dell'esercito USA della 507ª Compagnia di Manutenzione deviò dall'autostrada n. 8 e si diresse verso la città in territorio tenuto dal nemico. I veicoli americani caddero in un'imboscata, attirandosi il fuoco nemico da ogni direzione. Undici soldati americani rimasero uccisi e molti furono presi prigionieri. Pochi soldati cercarono di sfuggire all'imboscata e formare uno scudo intorno ai loro feriti. Essi furono presto salvati da una compagnia della 2ª Brigata (Task Force Tarawa), al comando del Maggiore William Peeples.
Il piano originale era che la Task Force Tarawa conquistasse e tenesse i due ponti in Nasiriyah, creando un corridoio per il I Reggimento di Marines e il 6º Battaglione di Supporto Tecnico da Battle Creek, per passare nella parte settentrionale della città lungo la strada n. 7.
Nasiriyah ospitava il quartier generale del 3º Corpo d'Armata iracheno, composto dalla 11ª Divisione di Fanteria, dalla 51ª Divisione Meccanizzata di Fanteria e dalla 6ª Divisione, tutte all'incirca al 50% della loro forza. La 51ª operava a sud, coprendo i campi petroliferi, e la 6ª si trovava a nord, presso Al Amarah; tre reparti della consistenza ciascuno di una brigata della 11ª Divisione coprivano l'area di An Nasiriyah.

### L'imboscata al convoglio dell'Esercito USA
Verso le 06:00 del 23 marzo, un convoglio di 18 veicoli con 31 soldati della 507ª Compagnia di Manutenzione degli USA e due soldati del 3º Battaglione di Supporto Avanzato della 3ª Divisione di Fanteria mancò di girare sull'autostrada n. 8 e continuò erroneamente lungo l'autostrada n. 7 nella città. Il convoglio era condotto dal capitano Troy King, un ufficiale delle salmerie, con scarsa esperienza di combattimento. Veicoli tecnici iracheni incominciarono a seguire il convoglio quando passò un posto di controllo iracheno vicino al fiume Eufrate. Dopo essere passato per i quartieri generali di Al-Quds, alla periferia nord della città, King si rese conto di essersi perso e il convoglio cominciò a girare intorno per rintracciare il punto dove aveva deviato nella città
Il convoglio girò a sinistra sull'autostrada n. 16; verso le 07:00 esso cominciò a essere bersaglio di sporadici spari di armi portatili, la cui origine e direzione non si riuscivano a determinare. Era improbabile che l'imboscata fosse stata pianificata, poiché gli iracheni non sapevano quale sarebbe stato il percorso del convoglio. Nel caos che ne venne fuori la 507ª si divise in tre piccoli gruppi per cercare di spostarsi verso sud, fuori da Nasiriyah. Il primo elemento del convoglio (noto nei rapporti ufficiali dell'Esercito USA come Gruppo 1) rimase incolume, e continuò verso sud per incontrarsi con i Marines. Anche il Gruppo 2 si diresse attraverso la zona di combattimento, benché i suoi veicoli fossero seriamente danneggiati, tanto da dover essere abbandonati. Il Gruppo 3 incontrò sbarramenti stradali e fu debellato. 

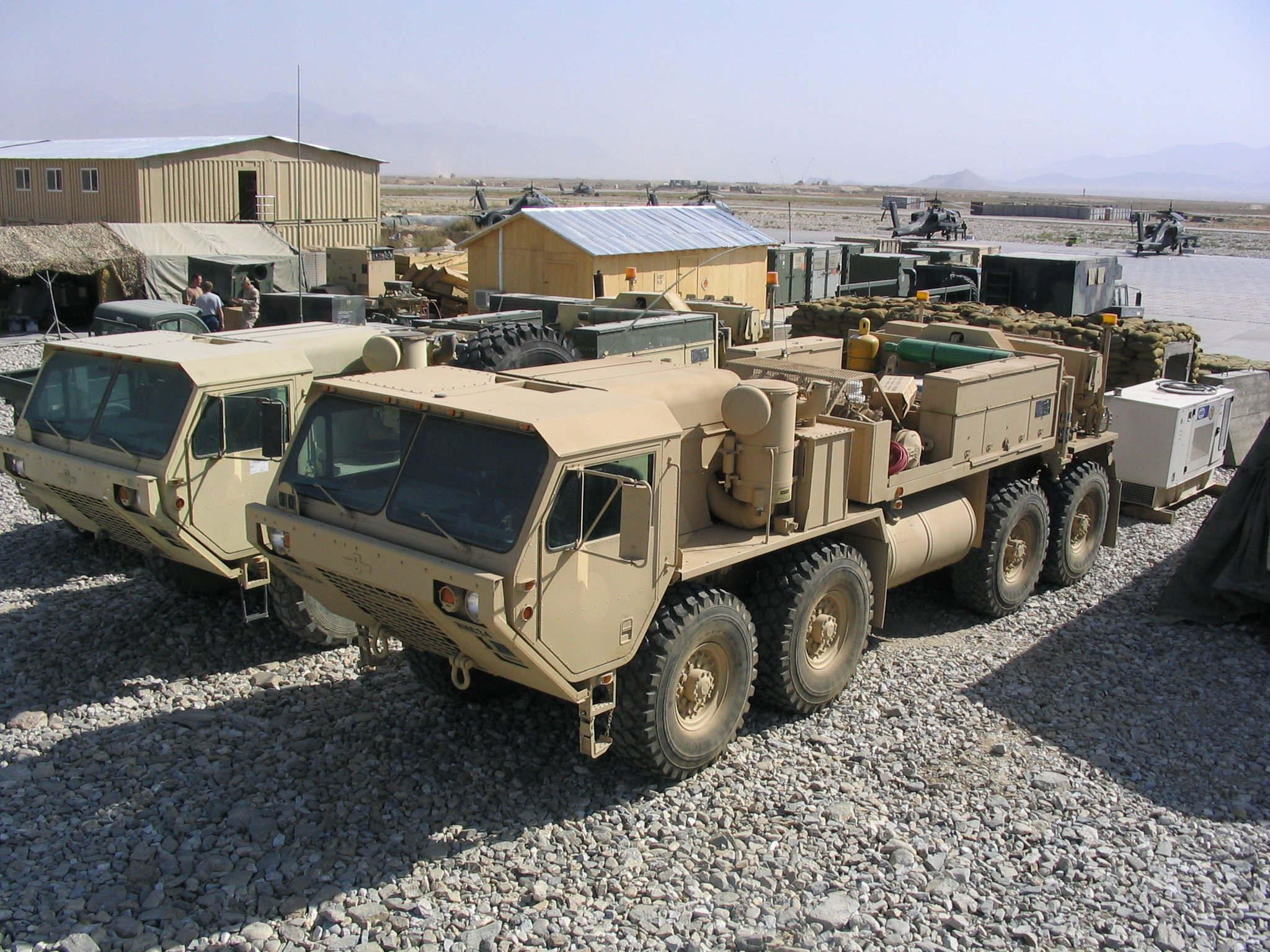
HEMTT

Almeno 15 dei 18 veicoli da trasporto americani nel convoglio, dagli Humvees agli HEMTT, furono distrutti dal fuoco di armi portatili, di lanciarazzi RPG, mortai e di carri armati. Alcuni di essi uscirono di strada o si schiantarono tentando di evitare il fuoco iracheno. Un camion fu annientato da un carro armato 69-QM. Alle 07:30, i tre veicoli rimasti presero contatto con i carri armati della compagnia Alfa del Maggiore Bill Peeple, 8º Battaglione Carri, sull'autostrada n. 7, a circa 10 km a sud di Nasiriyah. Nel loro avvicinamento alla città, uno dei carri armati di Peeples notò dei veicoli americani nella strada di fronte. Peeples ordinò ai suoi carri di avanzare per salvare quanti soldati possibile. Essi raccolsero dieci sopravvissuti del Gruppo 2, che avevano già tentato di sfuggire all'imboscata e impostato affrettatamente un perimetro di 5 km a sud della città.

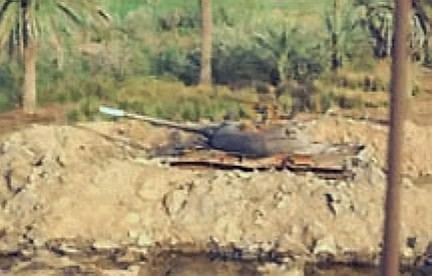
Carro armato iracheno Type 69-QM distrutto vicino all'ospedale di Nāṣiriyya

In totale, 11 soldati del 507º erano stati uccisi, mentre altri sei catturati, compresi il soldato semplice di Prima Classe Jessica Lynch, la specialista Shoshana Johnson e il soldato semplice di Prima Classe Lori Piestewa. Piestewa morì poco dopo a causa delle ferite riportate. Dopo un po', i Marines del 1º Battaglione, 2º Marines (parte della 2ª Brigata Marines), attaccarono Nasiriyah da sud, usando veicoli anfibi da assalto (AAV) ed elicotteri Cobra. Durante questa azione, i Marines occuparono due ponti che attraversano l'Eufrate e che erano difesi da Fedayyin e da soldati guerriglieri del Partito Ba'th. Nei pesanti combattimenti molte unità irachene delle dimensioni di plotoni, due semoventi ZSU-23-4 "Shilka" antiaereo e molte postazioni di mortai e artiglieria furono distrutti da una forza combinata di carri armati M1 Abrams, elicotteri Bell AH-1 Cobra e l'artiglieria del 1º battaglione del 10º Marines.

### La via dell'imboscata
Il giorno di operazioni più sanguinoso per i Marines fu il 23 marzo, quando 18 uomini della Compagnia Charlie, 1º battaglione del 2º Reggimento dei Marines furono uccisi e otto Veicoli Anfibi d'assalto AAV7 furono messi fuori uso in pesanti combattimenti contro le forze irachene lungo il canale Saddam. I Marines furono impegnati da mortai RPG e fuoco di artiglieria, come quattro carri armati iracheni nascosti dietro un fabbricato.
Un incidente di fuoco amico si verificò quando due A10 della Guardia Aerea Nazionale della Pennsylvania colpirono per errore il veicolo anfibio di assalto AAV7 della Compagnia Charlie, uccidendo almeno un Marine e forse altri 17, nel corso di più passaggi.
L'attacco degli A-10 fu approvato dal forward air controller del battaglione, che si trovava con la Compagnia Bravo, impantanata all'esterno della periferia della città. Egli non aveva contatti con la Compagnia Charlie e non sapeva che i Marines fossero giunti così a nord. Un'indagine sull'episodio del fuoco amico confermò che il fuoco amico fosse da biasimare, ma
(Jon. Krakauer, 2009, Where Men Win Glory, NY, Bloomsbury, p. 203.)
 Videotape dei piani dell'A-10 sparirono. Nonostante le evidenti prove, il Comando Centrale USA rilasciò alla stampa una comunicazione che minimizzava sia le certezze che l'importanza del "fuoco amico".
Due altri Marines, del 6º Engineer Support Battalion, il caporale Evans James e il sergente Bradley S. Korthaus annegarono il giorno seguente mentre cercavano di attraversare il Canale Saddam sotto il fuoco. Il sergente Michael E. Bitz, del Marine Air Control Group 28, morì colpito dal fuoco nemico mentre cercava di aiutare dei Marines feriti.

## Conclusione
Entro il 27 marzo, gran parte della resistenza irachena nella città era stata domata e il centro della battaglia si spostò da combattimento pieno a operazioni di ricerca e contenimento. Piccoli gruppi della milizia Fedayyin di Saddam si nascondevano nella città e lanciavano sporadici attacchi alle pattuglie di Marines con armi portatili e RPG. Questi attacchi erano scoordinati e il fuoco che ne risultava era impreciso e un gran numero di miliziani morirono.
La mattina del 27 marzo due Marines in ricognizione trovarono un carro armato M1A1 al fondo del fiume. Esso risultava mancante fin dalla notte tra il 24 e il 25 marzo. Era apparentemente caduto nel fiume mentre si muoveva attraverso un varco dove era in costruzione un marciapiede, provocando il cedimento di una trave di rinforzo sotto il suo peso. Tutto l'equipaggio del carro era morto. I genieri della Marina statunitense (Seabee) impiegarono due giorni per recuperare il carro affondato e i corpi dei quattro membri del suo equipaggio che si trovavano dentro.
Secondo un capitano della Guardia Repubblicana, il morale in quest'ultima era sollevato dalla resistenza offerta dalla 45ª brigata dell'esercito iracheno nella città.
Le vittime irachene furono 359–431 morti, più di 300 rimasero feriti e 1000 catturati. Le vittime statunitensi furono 32 morti, 60 feriti e sei catturati.